# Crozes-hermitage (AOC)
Pour les articles homonymes, voir Crozes-Hermitage et Crozes.
Le crozes-hermitage, ou crozes-ermitage, est un vin rouge ou blanc d'appellation d'origine contrôlée produit sur dix communes autour de Crozes-Hermitage et de Tain-l'Hermitage, dans la Drôme. 
Il s'agit d'une appellation du vignoble de la vallée du Rhône, au sein des côtes du Rhône septentrionales, sur la rive gauche du Rhône, entourant l'appellation hermitage, en face de la ville de Tournon-sur-Rhône et de l'appellation saint-joseph.
Les autres AOC des côtes du Rhône septentrionales sont le côte-rôtie, le condrieu, le château-grillet, le saint-joseph, l'hermitage, le cornas et le saint-péray, ainsi que le côtes-du-rhône (ce dernier étant également représenté dans les côtes du Rhône méridionales).

## Histoire
Les Romains cultivaient des vignobles sur ce terroir durant l’Antiquité.
En 1816, André Jullien consacre deux paragraphes aux vignobles voisins de celui de l'Hermitage :

« Tain et l'Etoile, ce dernier à deux lieues et demie sud de Valence, donnent des vins qui en vieillissant prennent une partie des qualités que l'on estime dans celui de l'Hermitage, et se présentent souvent dans le commerce sous le même nom. Ils sont d'abord d'une couleur foncée, lourds et un peu grossiers ; mais lorsqu'on les garde sept à huit ans en tonneaux, ils se dépouillent d'une forte portion de leur couleur, et acquièrent de la finesse, de la séve et du bouquet ; mis ensuite en bouteilles, ils parviennent au bout d'un an à leur plus haut degré de qualité, et se conservent long-temps.

Crozes, Gervant et Merceurol, communes limitrophes de l'Hermitage, produisent des vins qui participent de toutes les qualités de leurs voisins, auxquels néanmoins ils sont bien inférieurs. »

— André Jullien, Topographie de tous les vignobles connus, 1816.
Si les vins rouges comme blancs de l'Hermitage sont présentés par Jullien comme de première classe, ceux rouges de Tain et de l'Étoile sont en deuxième classe (avec les vins de Côte-Rôtie), tandis ceux rouges de Crozes, Gervant et Merceurol « occupent un rang distingué dans la troisième classe ». Leurs blancs ne sont pas mentionnés.
La crise du phylloxéra contraint les viticulteurs à reconstituer leurs vignobles en 1881. Au début du XXe siècle, le conseil municipal de Crozes modifie le nom du village en y ajoutant celui du coteau de l'Hermitage. La crise viticole des années 1920, alors que le vignoble est renaissant, est à l'origine de la création de la cave coopérative de vins fins de Tain-l’Hermitage en 1933. Les viticulteurs augmentent l'offre en vinifiant en commun et relancent les ventes. 
Leur syndicat viticole obtient en 1937 la protection de leur terroir viticole par l'AOC crozes-hermitage qui garantit la provenance des vins. Son aire de production passe à leur demande de une à onze communes en 1952, une nouvelle modification de l’aire de production a lieu en 1989. Les terroirs les moins bien exposés sont éliminés et l'appellation ne concerne plus que 1 400 hectares au lieu des 4 800 ha précédents. Le cahier des charges de l’appellation a été modifié en décembre 2024.

### Étymologie
Cette appellation tire son nom de deux toponymes. Le premier « Crozes » est dérivé de crucem qui a donné ensuite crocem en bas-latin. Il peut signifier à la fois « croix » ou « croisement de chemins ». Le second « Hermitage » provient de Heremitagium qui a donné ermitage en français. Il fait référence à la colline qui domine le Rhône au sommet de laquelle le chevalier de Sterimberg, de retour de la croisade contre les Albigeois, s'installa pour vivre en ermite.

## Vignoble

### Présentation
Située dans la partie française de la vallée du Rhône, à 16 km en amont de Valence, l'aire d'appellation couvre onze communes : Beaumont-Monteux, Chanos-Curson, Crozes-Hermitage, Érôme, Gervans, Larnage, Mercurol-Veaunes, La Roche-de-Glun, Pont-de-l'Isère, Serves-sur-Rhône et Tain-l'Hermitage, ainsi que le territoire de la commune déléguée de Mercurol (commune de Mercurol-Veaunes).
Elle fait partie des appellations des côtes du Rhône septentrionales (c'en est le cru le plus vaste), mais sur la rive gauche, alors que le coteau de la rive juste en face porte les vignes produisant le saint-joseph.
Selon le service des Douanes, la superficie revendiquée en 2024 sous l'appellation est de 2 069 hectares, dont 1 837 ha pour produire du vin rouge (soit 98% du vignoble) et 231 ha pour du vin blanc.

### Orographie et géologie
Ce terroir viticole étendu, au sol rarement uniforme, présente un relief assez varié. La partie la plus importante (sud et est de Tain-l’Hermitage), est composée de puissantes couches de cailloux roulés des époques glaciaires (Riss et Würm) mêlés à de l’argile rouge. Ce terroir légèrement moutonné à plat est appelé plateau ou terrasse comme aux lieux-dits les Chassis ou les Sept-Chemins. Vers le nord-ouest, dominent des coteaux assez accentués. Vers Larnage et Crozes-Hermitage, une terrasse, vestige de la glaciation de Mindel, a son substrat caillouteux recouvert de lœss ou de sables blancs kaoliniques.
Le vignoble est implanté soit sur des coteaux granitiques, soit sur les anciennes alluvions glaciaires du Rhône, soit sur des terrasses de cailloux roulés et de lœss.

### Climatologie
L'aire d'appellation a un climat tempéré sub-méditerranéen. L'ensoleillement annuel est élevé (environ 2 400 heures à Valence (estimation de Météo-France). Les étés y sont chauds et secs. La température moyenne du mois de juillet est de 20 °C (Montélimar 23 °C). Les hivers, un peu froids sans excès, s'inscrivent plutôt dans un climat de type semi-continental dégradé. La température moyenne du mois le plus froid (janvier) est ainsi de 3,5 °C. La pluviométrie annuelle est modérée : environ 430 mm. Les pluies sont particulièrement importantes à la fin de l'été, particulièrement en septembre à cause de l'effet cévenol ou orage cévenol, qui déverse des trombes d'eau.
Une caractéristique est le vent fréquent qui souffle le long du couloir rhodanien. Ce vent, lorsqu'il vient du nord, le mistral, a pour effet d'assécher l'air et d'apporter du beau temps et de la fraîcheur en été, mais une impression de froid glacial en hiver. Lorsqu'il provient du sud, il annonce généralement l'arrivée de perturbations orageuses ; il s'appelle alors « vent du midi » ou « vent des fous » car, pour certaines personnes, il rend l'atmosphère pénible à supporter, surtout en été.
La station météorologique de Mercurol (à 153 mètres d'altitude : 45° 03′ 30″ N, 4° 53′ 00″ E) se situe dans l'aire d'appellation.
| Mois                              | jan. | fév. | mars  | avril | mai   | juin  | jui.  | août  | sep.  | oct.  | nov.  | déc. | année   |
| --------------------------------- | ---- | ---- | ----- | ----- | ----- | ----- | ----- | ----- | ----- | ----- | ----- | ---- | ------- |
| Température minimale moyenne (°C) | 1,4  | 1,7  | 4,2   | 7     | 10,9  | 14,3  | 16    | 15,6  | 12    | 9,1   | 4,8   | 2,1  | 8,3     |
| Température moyenne (°C)          | 4,7  | 5,8  | 9,5   | 12,7  | 16,7  | 20,7  | 22,8  | 22,4  | 18,1  | 14    | 8,5   | 5,3  | 13,4    |
| Température maximale moyenne (°C) | 8    | 9,9  | 14,8  | 18,4  | 22,6  | 27    | 29,6  | 29,2  | 24,1  | 18,9  | 12,3  | 8,5  | 18,6    |
| Nombre de jours avec gel          | 11,2 | 10   | 3,4   | 0,3   | 0     | 0     | 0     | 0     | 0     | 0,4   | 4,1   | 9,9  | 39,3    |
| Ensoleillement (h)                | 73,2 | 97,4 | 152,5 | 138,1 | 185,7 | 277,5 | 287,6 | 250,5 | 132,8 | 111,7 | 59,9  | 56,3 | 1 823,3 |
| Précipitations (mm)               | 57,5 | 41,4 | 41,8  | 65,5  | 80,4  | 55,1  | 55,4  | 67,6  | 102,3 | 130,6 | 115,2 | 51,6 | 864,4   |

| Diagramme climatique                                  |            |             |           |              |            |            |              |             |              |              |            |
| J                                                     | F          | M           | A         | M            | J          | J          | A            | S           | O            | N            | D          |
| 81,457,5                                              | 9,91,741,4 | 14,84,241,8 | 18,4765,5 | 22,610,980,4 | 2714,355,1 | 29,61655,4 | 29,215,667,6 | 24,112102,3 | 18,99,1130,6 | 12,34,8115,2 | 8,52,151,6 |
| Moyennes : • Temp. maxi et mini °C • Précipitation mm |            |             |           |              |            |            |              |             |              |              |            |

### Encépagement
Le vin rouge, à base de syrah (cépage principal), peut recevoir un ajout de 15 % de roussanne et de marsanne (cépages accessoires).  Le vin blanc assemble roussanne et marsanne (dans des proportions libres). 
| Cépage                | Encépagement des crus des côtes du Rhône septentrionaux | Encépagement des crus des côtes du Rhône septentrionaux | Encépagement des crus des côtes du Rhône septentrionaux | Encépagement des crus des côtes du Rhône septentrionaux | Encépagement des crus des côtes du Rhône septentrionaux | Encépagement des crus des côtes du Rhône septentrionaux | Encépagement des crus des côtes du Rhône septentrionaux | Encépagement des crus des côtes du Rhône septentrionaux |
| --------------------- | ------------------------------------------------------- | ------------------------------------------------------- | ------------------------------------------------------- | ------------------------------------------------------- | ------------------------------------------------------- | ------------------------------------------------------- | ------------------------------------------------------- | ------------------------------------------------------- |
| Cépage                | condrieu et château-grillet                             | cornas                                                  | côte-rôtie                                              | hermitage et crozes-hermitage                           | hermitage et crozes-hermitage                           | saint-joseph                                            | saint-joseph                                            | saint-péray                                             |
| Cépage                | condrieu et château-grillet                             | cornas                                                  | côte-rôtie                                              | rouge                                                   | blanc                                                   | rouge                                                   | blanc                                                   | saint-péray                                             |
| marsanne et roussanne |                                                         |                                                         |                                                         | max. 15 %                                               | 100 %                                                   | max. 10 %                                               | 100 %                                                   | 100 %                                                   |
| syrah                 |                                                         | 100 %                                                   | min. 80 %                                               | min. 85 %                                               |                                                         | min. 90 %                                               |                                                         |                                                         |
| viognier              | 100 %                                                   |                                                         | max. 20 %                                               |                                                         |                                                         |                                                         |                                                         |                                                         |

## Vins
Les données de production des années récentes, telles que publiées par les Douanes, sont :
| Année | crozes-hermitage rouge | crozes-hermitage rouge | crozes-hermitage rouge | crozes-hermitage blanc | crozes-hermitage blanc | crozes-hermitage blanc |
| Année | superficie (ha)        | production (hl)        | rendement (hl/ha)      | superficie (ha)        | production (hl)        | rendement (hl/ha)      |
| ----- | ---------------------- | ---------------------- | ---------------------- | ---------------------- | ---------------------- | ---------------------- |
| 2020  | 1 619                  | 70 161                 | 43                     | 192                    | 7 401                  | 39                     |
| 2021  | 1 707                  | 78 047                 | 46                     | 212                    | 8 755                  | 41                     |
| 2022  | 1 744                  | 67 318                 | 39                     | 218                    | 7 861                  | 36                     |
| 2023  | 1 779                  | 72 998                 | 41                     | 229                    | 9 548                  | 42                     |
| 2024  | 1 837                  | 77 030                 | 42                     | 231                    | 9 108                  | 39                     |

Le rendement visé par le cahier des charges est de 45 hl/ha (pour le vin rouge et pour le vin blanc), avec un rendement butoir de 50 hl/ha.  A noter que ces rendements sont réduits à 40 hl/ha  pour les parcelles dont l’écartement entre les rangs est, en moyenne, compris entre 2,50 et 2,75 m (supérieur aux 2,50 m normalement acceptés).

### Vinification et élevage

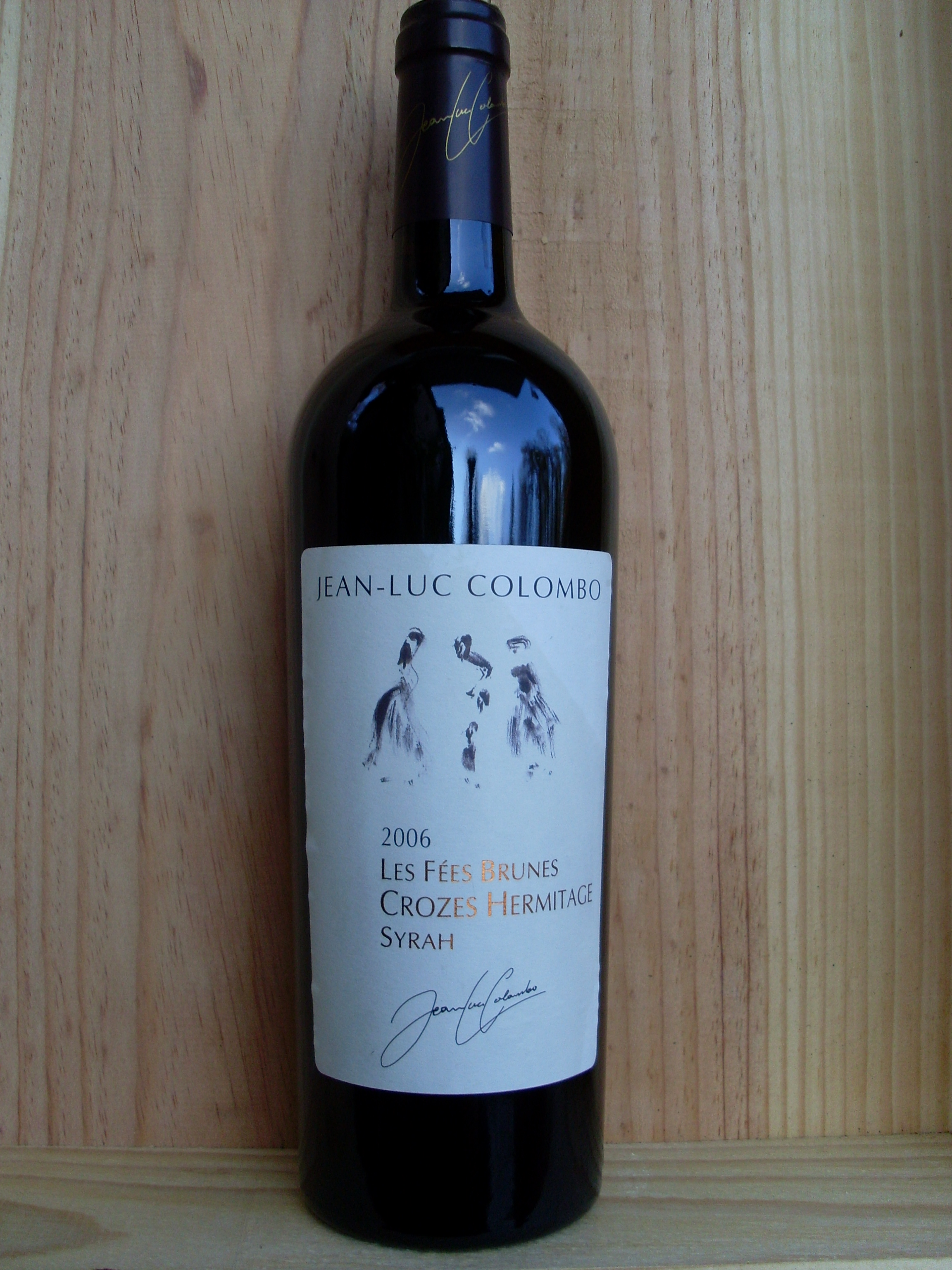
AOC crozes-hermitage rouge, Domaine Jean Luc Colombo, 2006
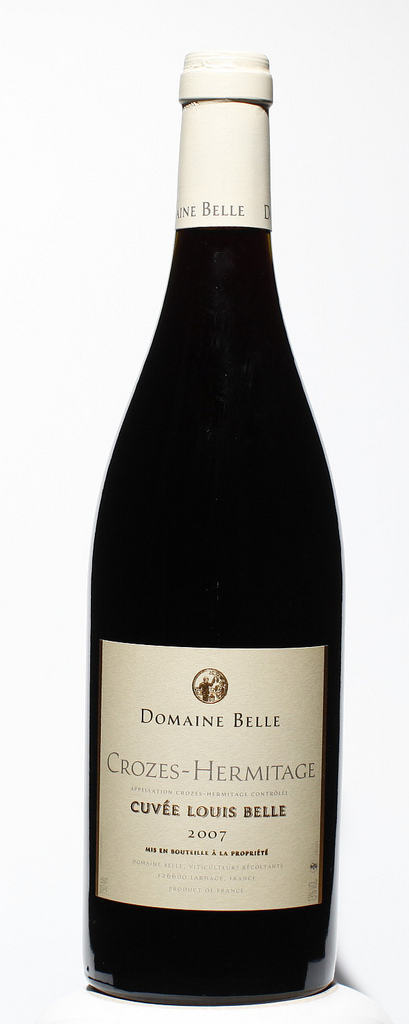
AOC crozes-hermitage rouge, Cuvée Louis Belle, 2007
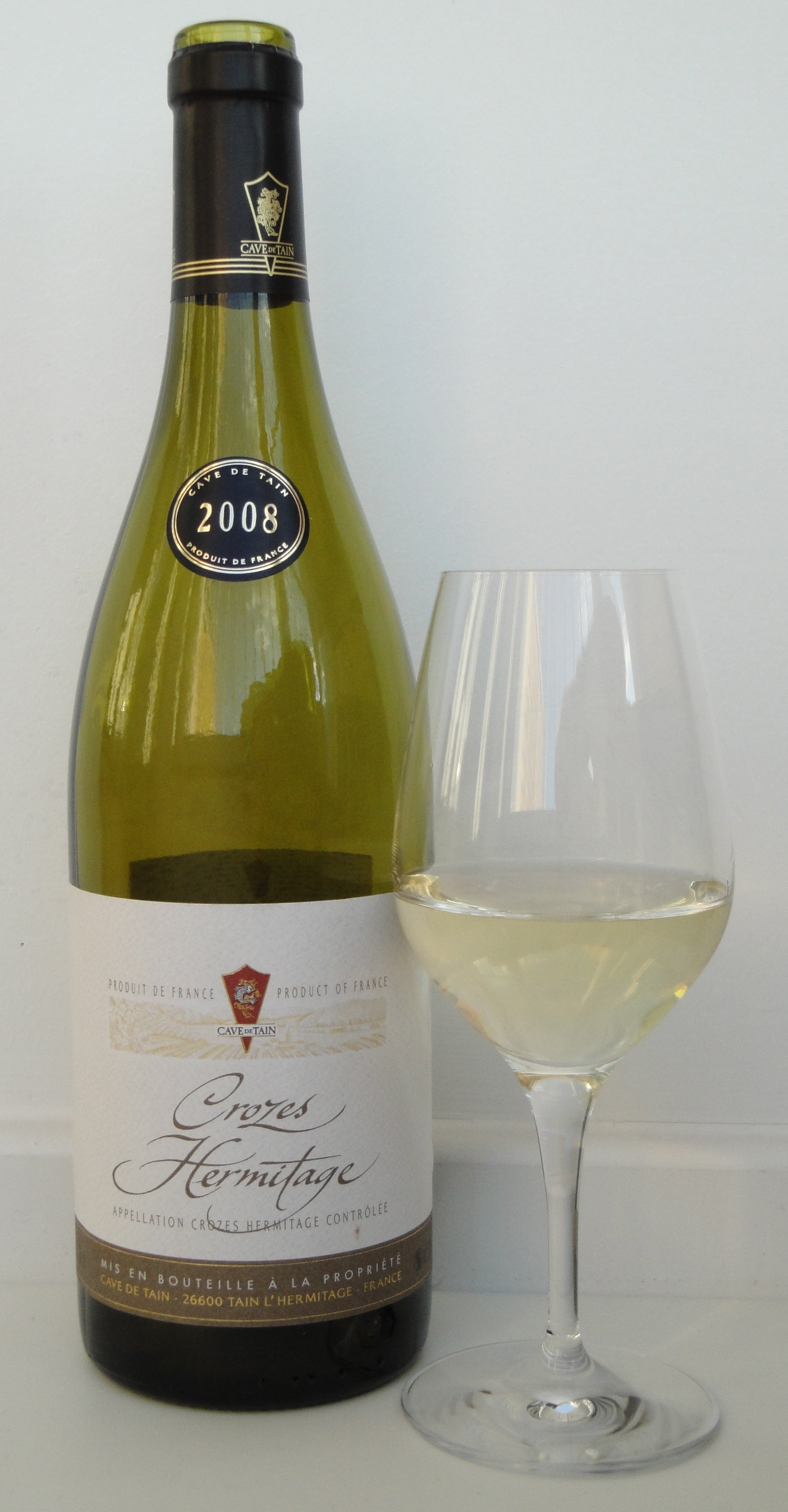
AOC crozes-hermitage blanc, cave de Tain, 2008
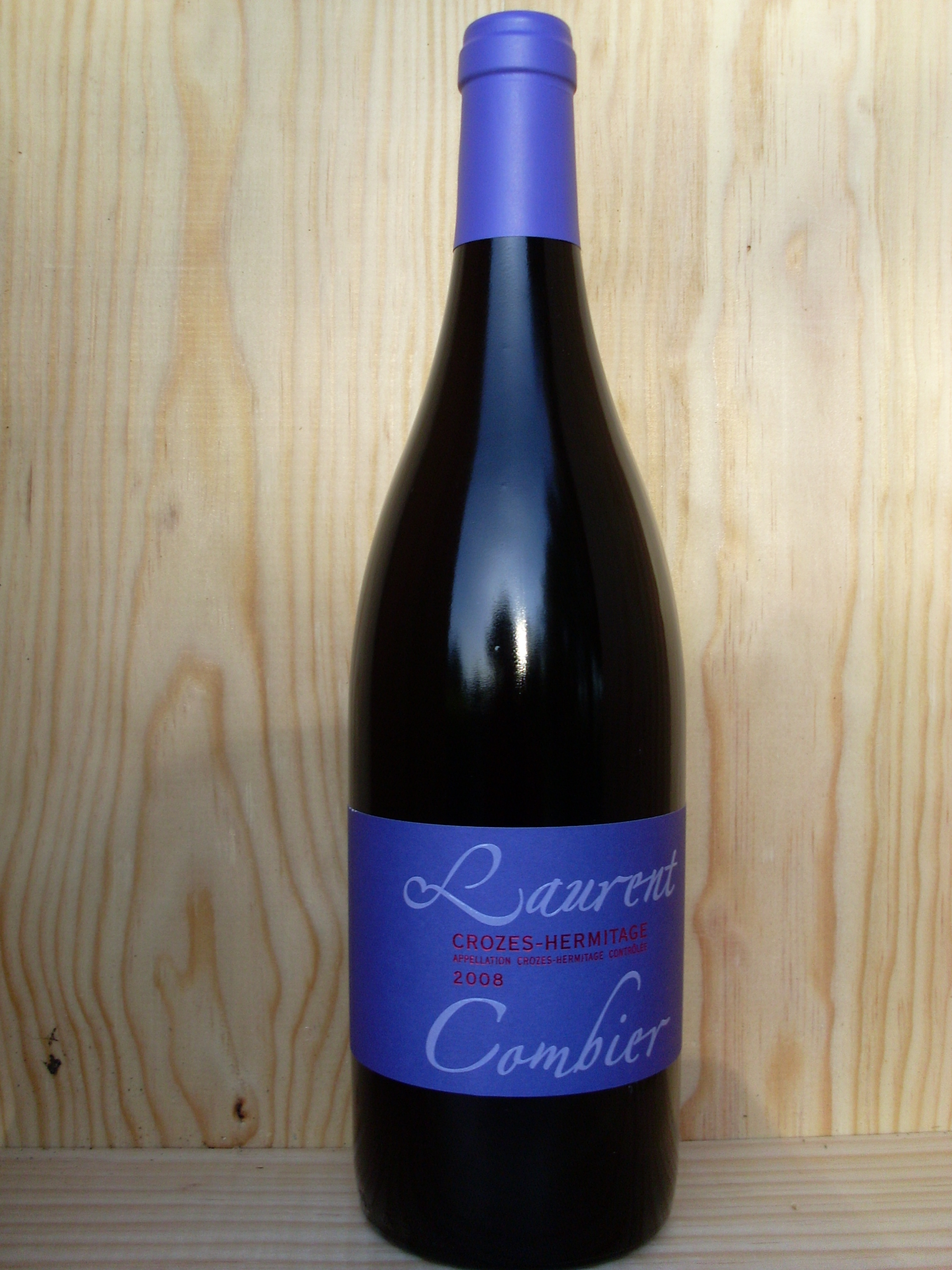
AOC crozes-hermitage rouge, Domaine Laurent Combier, 2008

### Gastronomie

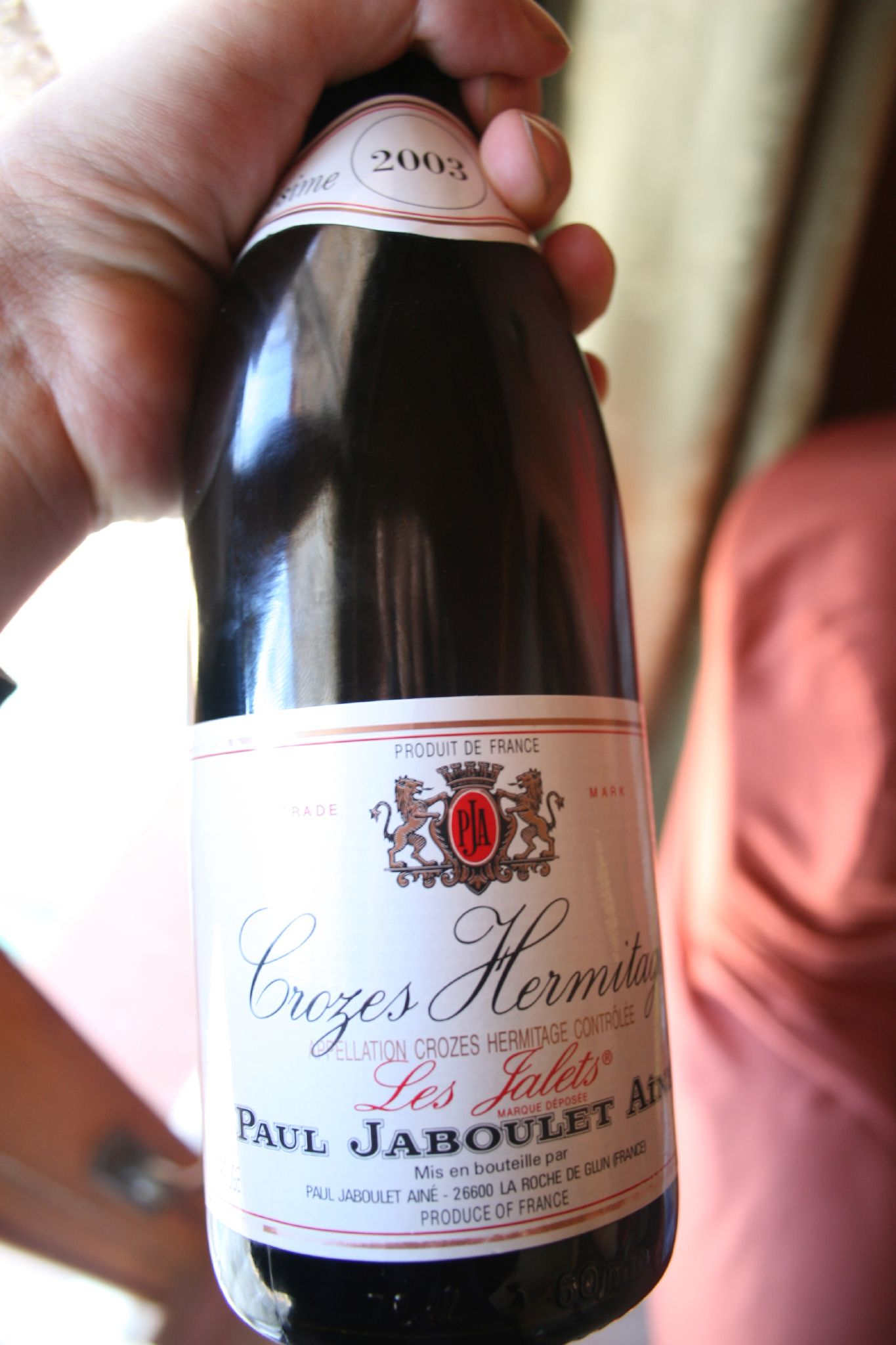
Un crozes-hermitage, Paul Jaboulet, 2003.

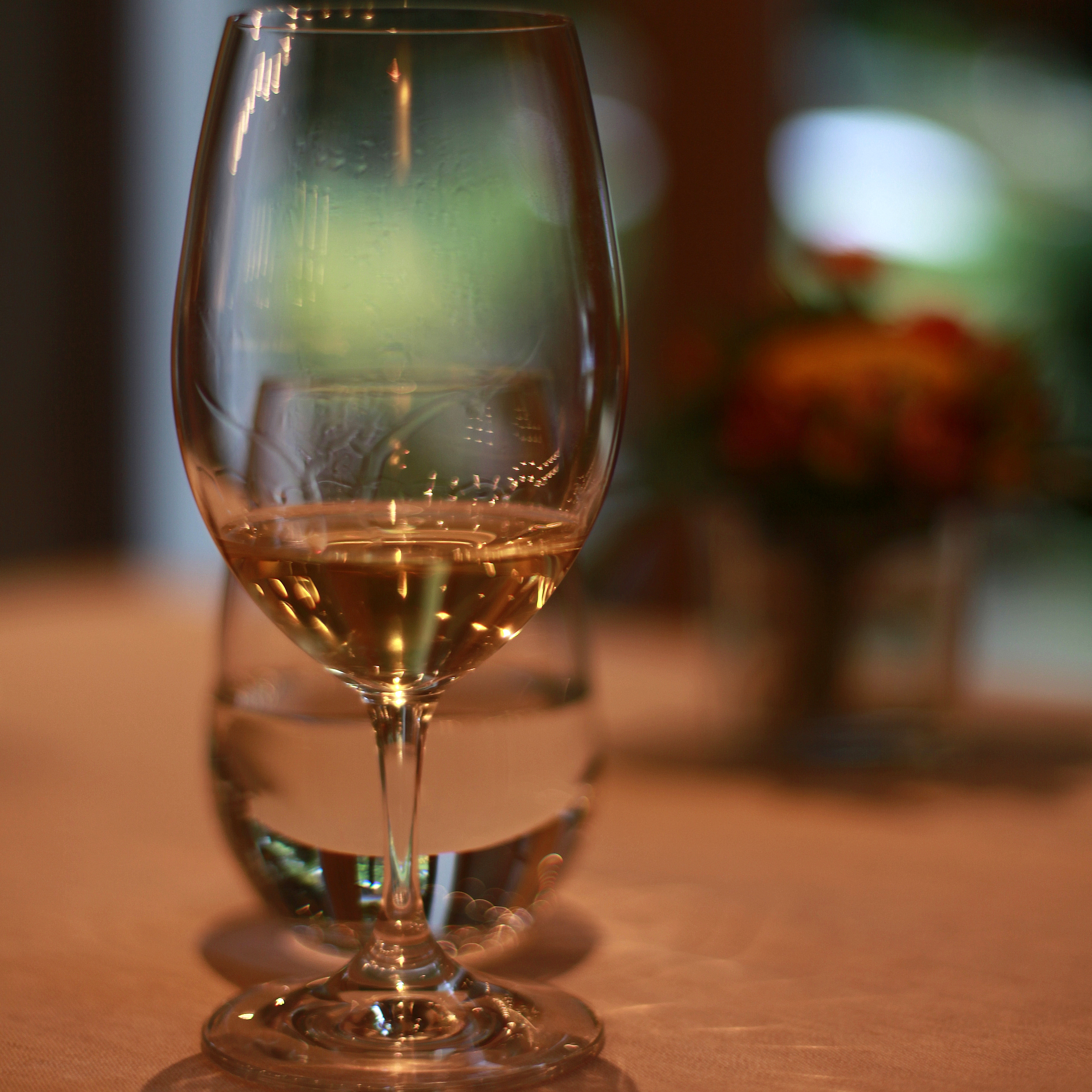
Un crozes-hermitage blanc.

La plus vaste appellation septentrionale a un terroir qui évolue des coteaux granitiques du nord aux terrasses de galets roulés et de lœss au sud. Ses syrah, marsanne et roussanne, avec un rendement de 45 hectolitres par hectare, fournissent des rouges et des blancs de grande classe. Le rouge à la robe vermeille et brillante a un nez de fruits rouges, de cuir et d’épices que conforte une bouche élégante, gracieuse et franche. Du blanc, à la robe jaune d’or pâle, émane une grande floralité ponctuée de notes de fruits secs. En bouche, ce vin est gras tout en restant sec et bien équilibré.
Les vins ont une parenté gustative avec l’hermitage. Comme lui, pour les rouges la syrah peut recevoir un ajout de 15 % de roussanne et de marsanne, les deux cépages qui entrent dans la composition des blancs. Le vin rouge, à la robe rouge grenat, est un vin de moyenne garde, savoureux dès sa prime jeunesse. Il dégage alors un nez de fruits rouges qui va évoluer au fil des ans vers les épices et le cuir. Le vin blanc, habillé d’or pâle, gras en bouche, sec et équilibré, a un joli nez floral qui recèle des pointes de fruits secs.
Les blancs sont présentés en apéritif, sur des poissons ou des crustacés. Parmi les poissons grillés, il se révèle parfait sur un filet de truite poêlé et s’apprécie tout aussi bien sur un hareng - pommes à l’huile. Sur les crustacés, il peut atteindre les sommets de la gastronomie en accompagnant les pâtes au homard et piment d’Espelette que propose le chef Gérard Vives . Dans les deux premières années, ces vins sont bus pour le plaisir du fruit. en vieillissant, ils développent des notes évoluant vers les fruits secs.
Les rouges s'accordent parfaitement avec de la charcuterie, de l'agneau, de la pintade rôtie, des viandes en sauce, un coq au vin ou des daubes. Ils peuvent accompagner tout un repas. Dans leur prime jeunesse, ils conviennent au lapin, aux volailles et aux entrées charcutières. Les mêmes s'imposent, en fin de repas, avec le Saint-Marcellin, fromage local. Un vieux millésime devient le compagnon parfait du canard, des viandes rouges et des gibiers. Pour atteindre leur plénitude, ils doivent être servis autour de 15 °C pour les vins jeunes et autour de 17 °C pour les millésimes plus anciens.

### Millésimes
Ils correspondent à ceux du vignoble de la vallée du Rhône. Ils sont notés : année exceptionnelle , grande année , bonne année ***, année moyenne **, année médiocre *.
| Caractéristiques | Article de qualité | ***                | ***                | Bon article        | Article de qualité | Bon article        | Bon article        | ***                | Bon article | Bon article        |
| Millésimes 1990 | 1999               | 1998               | 1997               | 1996               | 1995               | 1994               | 1993               | 1992               | 1991        | 1990               |
| Caractéristiques | ***                | ***                | **                 | ***                | Bon article        | **                 | **                 | **                 | ***         | Article de qualité |
| Millésimes 1980 | 1989               | 1988               | 1987               | 1986               | 1985               | 1984               | 1983               | 1982               | 1981        | 1980               |
| Caractéristiques | Article de qualité | Article de qualité | Bon article        | ***                | Article de qualité | **                 | Bon article        | ***                | Bon article | Article de qualité |
| Millésimes 1970 | 1979               | 1978               | 1977               | 1976               | 1975               | 1974               | 1973               | 1972               | 1971        | 1970               |
| Caractéristiques | Bon article        | Article de qualité | Bon article        | **                 | ***                | Bon article        | ***                | **                 | **          | Article de qualité |
| Millésimes 1960 | 1969               | 1968               | 1967               | 1966               | 1965               | 1964               | 1963               | 1962               | 1961        | 1960               |
| Caractéristiques | **                 | *                  | Article de qualité | Article de qualité | ***                | ***                | **                 | **                 | ***         | Article de qualité |
| Millésimes 1950 | 1959               | 1958               | 1957               | 1956               | 1955               | 1954               | 1953               | 1952               | 1951        | 1950               |
| Caractéristiques | Bon article        | Bon article        | Article de qualité | Bon article        | Bon article        | ***                | Bon article        | Article de qualité | **          | Article de qualité |
| Millésimes 1940 | 1949               | 1948               | 1947               | 1946               | 1945               | 1944               | 1943               | 1942               | 1941        | 1940               |
| Caractéristiques | Article de qualité | Article de qualité | Article de qualité | Bon article        | Article de qualité | **                 | Article de qualité | Bon article        | **          | **                 |
| Millésimes 1930 | 1939               | 1938               | 1937               | 1936               | 1935               | 1934               | 1933               | 1932               | 1931        | 1930               |
| Caractéristiques | *                  | Bon article        | Bon article        | ***                | **                 | Article de qualité | Article de qualité | **                 | **          | **                 |
| Millésimes 1920 | 1929               | 1928               | 1927               | 1926               | 1925               | 1924               | 1923               | 1922               | 1921        | 1920               |
| Caractéristiques | Article de qualité | Article de qualité | **                 | Bon article        | **                 | Bon article        | Bon article        | **                 | Bon article | Bon article        |
| Sources : Yves Renouil (sous la direction), Dictionnaire du vin, Éd. Féret et fils, Bordeaux, 1962 ; Alexis Lichine, Encyclopédie des vins et alcools de tous les pays, Éd. Robert Laffont-Bouquins, Paris, 1984, Les millésimes de la vallée du Rhône & Les grands millésimes de la vallée du Rhône |                    |                    |                    |                    |                    |                    |                    |                    |             |                    |

Soit sur 90 ans, 24 années exceptionnelles, 26 grandes années, 16 bonnes années, 22 années moyennes et 2 années médiocres.